# Dilmo dos Santos
Dilmo dos Santos (Angra dos Reis, 13 de agosto de 1964) é um pastor e político brasileiro, ex-deputado estadual em São Paulo.

## História
Casado com a Pastora Marisa Galvão Dos Santos, tem três filhos (Phillippe, Bernardo e Victoria). Formou-se em Administração de Empresas no Rio de Janeiro, administrou os negócios de pesca da família e trabalhou como executivo em uma multinacional do ramo de cartões de crédito. Depois foi diretor da Editora Betel, também no Rio de Janeiro, por quatro anos, até assumir como  presidente da Assembleia de Deus Madureira, em   Piracicaba  , desde 2003.  Atualmente, o Campo de Piracicaba é formado por 270 congregações.
Dentro da Convenção Nacional das Assembleia de Deus no Brasil, Pastor Dilmo é membro da Junta Conciliadora do Estado de São Paulo, Segundo Secretário da Convenção Estadual das Assembleias de Deus no Estado de São Paulo Ministério Madureira, Assessor da Presidência da CONAMAD, entre outros. É membro do Conselho Consultivo da Faculdade Teológica das Assembleias de Deus do Brasil (Faetad), da United Chaplain International, e do Conselho Nacional de Pastores do Brasil (CNPB). Autor de livros e comentarista bíblico em diversas publicações evangélicas, também é correspondente da Academia Evangélica de Letras do Brasil (AELB).
Nas eleições de 2010, foi eleito pelo Partido Verde para a Assembleia Legislativa de São Paulo, com 90.909 votos, tendo como principal base eleitoral a Igreja Evangélica Assembleia de Deus Madureira e o apoio de lideranças e denominações evangélicas do Estado. Em 2012, concorreu ao cargo de Prefeito em   Piracicaba, também pelo PV.